# Rudolf Leo
Rudolf Leo (* 1962 in Bramberg am Wildkogel) ist ein österreichischer Historiker.

## Leben
Rudolf Leo machte eine Lehre zum Einzelhandelskaufmann in der Eisenhandlung Huber in Mittersill. Wohl nach einer Studienberechtigungsprüfung studierte er Pädagogik und Sonder- und Heilpädagogik an der Universität Wien und promovierte 2013 am Institut für Zeitgeschichte der Universität Wien. Er hält eine Lehrveranstaltung für Geschichte an der Universität Linz (Studienberechtigungsprüfung).
Er arbeitete als Erzieher von behinderten Kindern. Seit 1997 arbeitete er als Kommunikationschef und Pressesprecher für verschiedene Landesregierungen in Österreich. Er ist Mitarbeiter der Zentralen österreichischen Forschungsstelle Nachkriegsjustiz und im Dokumentationsarchiv des österreichischen Widerstandes (DÖW).

## Publikationen
- Der Pinzgau unterm Hakenkreuz. Diktatur in der Provinz. Otto Müller Verlag, 2. Auflage, Salzburg Wien 2013, ISBN 978-3-7013-1209-2.
- Bruck unterm Hakenkreuz. Bruck an der Großglocknerstraße 1930 bis 1945. Otto Müller Verlag, Salzburg Wien 2015, ISBN 978-3-7013-1226-9.
- mit Claudia Kuretsidis-Haider: „dachaureif“. Der Österreichertransport aus Wien in das KZ Dachau am 1. April 1938. Biografische Skizzen der Opfer. Herausgegeben vom Dokumentationsarchiv des Österreichischen Widerstandes (DÖW) und von der Zentralen österreichischen Forschungsstelle Nachkriegsjustiz, Wien 2019, ISBN 978-3-901142-75-8.
- Versteckt und verschwiegen. Erinnerungen von Siegfried Loewe. Otto Müller Verlag, Salzburg Wien 2022, ISBN 978-3-7013-1301-3.

## Videos
- ORF Thema (Fernsehsendung) auf YouTube: Martin Steiner: Historischer Pinzgau in ORF Thema vom 1. April 2019 mit Rudolf Leo und Adrian Goiginger.